# Лазаревац (Крушевац)
Лазаревац је насељено место града Крушевца у Расинском округу. Према попису из 2022. било је 476 становника (према попису из 1991. било је 771 становника).

## Историја
До Другог српског устанка Лазаревац се налазио у саставу Османског царства. Након Другог српског устанка Лазаревац улази у састав Кнежевине Србије и административно је припадао Јагодинској нахији и Темнићској кнежини све до 1834. године када је Србија подељена на сердарства.

## Демографија
У насељу Лазаревац живи 526 пунолетних становника, а просечна старост становништва износи 41,9 година (41,1 код мушкараца и 42,6 код жена). У насељу има 154 домаћинства, а просечан број чланова по домаћинству је 4,36.
Ово насеље је великим делом насељено Србима (према попису из 2002. године), а у последња три пописа, примећен је пад у броју становника.
|  |

| Демографија | Демографија | Демографија |
| Година      | Становника  | Становника  |
| ----------- | ----------- | ----------- |
| 1948.       | 782         |             |
| 1953.       | 812         |             |
| 1961.       | 822         |             |
| 1971.       | 788         |             |
| 1981.       | 787         |             |
| 1991.       | 771         | 751         |
| 2002.       | 671         | 708         |

| Етнички састав према попису из 2002.‍ | Етнички састав према попису из 2002.‍ | Етнички састав према попису из 2002.‍ | Етнички састав према попису из 2002.‍ | Етнички састав према попису из 2002.‍ |
| ------------------------------------ | ------------------------------------ | ------------------------------------ | ------------------------------------ | ------------------------------------ |
|                                      |                                      |                                      |                                      |                                      |
| Срби                                 | Срби                                 |                                      | 667                                  | 99,40%                               |
| Црногорци                            | Црногорци                            |                                      | 1                                    | 0,14%                                |
| Македонци                            | Македонци                            |                                      | 1                                    | 0,14%                                |
| Бугари                               | Бугари                               |                                      | 1                                    | 0,14%                                |
| непознато                            | непознато                            |                                      | 1                                    | 0,14%                                |

| Лазаревац у пописима Јагодинске нахије — од 1818. до 1829.                        |       |       |       |       |       |       |          |       |       |       |       |       |
| Година пописа                                                                     | 1818. | 1819. | 1820. | 1821. | 1822. | 1823. | 1824/25. | 1825. | 1826. | 1827. | 1828. | 1829. |
| Куће                                                                              | 20    | 22    | 26    | 26    | 26    | 23    | 24       | 23    | 22    | 24    | 25    | 24    |
| Пореске главе*                                                                    | -     | 25    | 30    | 28    | 30    | 29    | 27       | 24    | 26    | 25    | 25    | 26    |
| Арачке главе**                                                                    | 56    | 55    | 57    | 62    | 63    | 60    | 66       | 73    | 68    | 64    | 61    | 67    |
| *Пореске главе = Ожењени мушкарци \| ** Арачке главе = Мушкарци од 7 до 70 година |       |       |       |       |       |       |          |       |       |       |       |       |

| Година пописа     | 1948. | 1953. | 1961. | 1971. | 1981. | 1991. | 2002. |
| ----------------- | ----- | ----- | ----- | ----- | ----- | ----- | ----- |
| Број домаћинстава | 161   | 159   | 164   | 169   | 171   | 161   | 154   |

| Број чланова      | 1  | 2  | 3  | 4  | 5  | 6  | 7  | 8 | 9 | 10 и више | Просек |
| ----------------- | -- | -- | -- | -- | -- | -- | -- | - | - | --------- | ------ |
| Број домаћинстава | 11 | 31 | 17 | 15 | 30 | 23 | 20 | 5 | 1 | 1         | 4,36   |

| Пол    | Укупно | Неожењен/Неудата | Ожењен/Удата | Удовац/Удовица | Разведен/Разведена | Непознато |
| ------ | ------ | ---------------- | ------------ | -------------- | ------------------ | --------- |
| Мушки  | 278    | 50               | 203          | 21             | 4                  | 0         |
| Женски | 277    | 31               | 199          | 46             | 1                  | 0         |
| УКУПНО | 555    | 81               | 402          | 67             | 5                  | 0         |

| Пол    | Укупно                    | Пољопривреда, лов и шумарство | Рибарство                            | Вађење руде и камена | Прерађивачка индустрија       |
| ------ | ------------------------- | ----------------------------- | ------------------------------------ | -------------------- | ----------------------------- |
| Мушки  | 197                       | 184                           | 0                                    | 0                    | 0                             |
| Женски | 123                       | 118                           | 0                                    | 0                    | 0                             |
| УКУПНО | 320                       | 302                           | 0                                    | 0                    | 0                             |
| Пол    | Производња и снабдевање   | Грађевинарство                | Трговина                             | Хотели и ресторани   | Саобраћај, складиштење и везе |
| Мушки  | 1                         | 0                             | 3                                    | 0                    | 5                             |
| Женски | 0                         | 0                             | 1                                    | 0                    | 1                             |
| УКУПНО | 1                         | 0                             | 4                                    | 0                    | 6                             |
| Пол    | Финансијско посредовање   | Некретнине                    | Државна управа и одбрана             | Образовање           | Здравствени и социјални рад   |
| Мушки  | 0                         | 0                             | 1                                    | 0                    | 1                             |
| Женски | 0                         | 0                             | 0                                    | 1                    | 0                             |
| УКУПНО | 0                         | 0                             | 1                                    | 1                    | 1                             |
| Пол    | Остале услужне активности | Приватна домаћинства          | Екстериторијалне организације и тела | Непознато            | Непознато                     |
| Мушки  | 0                         | 0                             | 0                                    | 2                    | 2                             |
| Женски | 1                         | 0                             | 0                                    | 1                    | 1                             |
| УКУПНО | 1                         | 0                             | 0                                    | 3                    | 3                             |